# Увод
Уводът (също въведение, интро, пролог) представлява встъпителна част, предварителни обяснения към художествено или научно съчинение, на изложение и др. Често в увода са изложени причините за написване на съчинението. Една от целите на увода е да запознае читателя с темата или сюжета на текста. Понякога уводът не е пряко свързан с основния текст и представлява една относително самостойна и независима част от книгата.